# 테트라하이드로메타노프테린
테트라하이드로메타노프테린(영어: tetrahydromethanopterin, THMPT, H
4MPT)은 메테인 생성에 관여하는 조효소이다. 테트라하이드로메타노프테린은 조효소 M으로 전달되기 전에 메틸기 수준으로 환원되기 때문에 C1 작용기의 운반체이다.
테트라하이드로사르시나프테린(THSPT, H
4SPT)은 글루타밀기가 2-하이드록시글루타르산 말단에 연결된 테트라하이드로메타노프테린의 변형된 형태이다.

## C1 전환을 위한 주된 플랫폼
N-폼일메타노퓨란은 C1 작용기를 프테린의 N5 부위에 제공하여 폼일테트라하이드로메타노프테린을 생성시킨다. 폼일기는 이후 분자 내에서 축합되어 메테닐테트라하이드로메타노프테린을 생성하고, 이는 메틸렌테트라하이드로메타노프테린으로 환원된다. 메틸렌테트라하이드로메타노프테린은 전자 공여체로 조효소 F420을 사용하는 5,10-메틸렌테트라하이드로메타노프테린 환원효소에 의해 촉매되어 메틸테트라하이드로메타노프테린으로 전환된다. 메틸테트라하이드로메타노프테린은 테트라하이드로메타노프테린 S-메틸기전이효소에 의해 매개되는 전환에 관여하는 조효소 M에 대한 메틸기 공여체이다.

## 테트라하이드로폴산과의 비교
테트라하이드로메타노프테린(THMPT)은 보다 더 잘 알려진 테트라하이드로폴산(THFA, H
4FA)과 관련이 있다. 테트라하이드로메타노프테린과 테트라하이드로폴산의 가장 중요한 차이점은 테트라하이드로폴산이 페닐 고리에 전자를 끌어당기는 카보닐기를 가지고 있다는 것이다. 그 결과 메테닐테트라하이드로메타노프테린은 메테닐테트라하이드로폴산보다 환원되기가 더 어렵다. 환원은 5,10-메테닐테트라하이드로메타노프테린 수소화효소에 의해 이루어진다. 이 효소는 철-황 클러스터를 포함하는 이른바 Fe-전용 수소화효소와 구별된다.

## 같이 보기
- 보조 인자
- 테트라하이드로폴산